# Volga Samusik
Volga Eduardavna Samusik (belorusko Вольга Эдуардаўна Самусік), beloruska pevka in novinarka, * 7. januar 1985, Minsk, Beloruska SSR, † 7. december 2010, Minsk, Belorusija.
Samusikova je bila beloruska rock vokalistka in članica zasedb Tarpach, žygimont VAZA in Hasta La Fillsta.

## Življenjepis in kariera
Volga se je rodila 7. januarja 1985 v Minsku, glavnem mestu tedanje Beloruske sovjetske socialistične republike.
Med letoma 1991 in 1995 se je šolala na minskovski šoli št. 146, nato se je prestavila na šolo št. 189, ki jo je dokončala leta 2002. Istega leta je pričela študij novinarstva na Beloruski državni univerzi. Med študijem je sodelovala s časopisi in revijami Muzykalnaya Gazeta, Narodnaja Volya, Belorusskaya Delovaya Gazeta in še z nekaterimi drugimi. Med letoma 2007 in 2008 je delala kot novinarka na radijski postaji "Novaye Radio", kjer je vodila oddajo "Antipop". Po diplomi leta 2008 je bila prestavljena k časopisu Sovetskaya Belorussiya – Belarus' Segodnya.
Od leta 2005 do 2009 je bila Volga vokalistka rock zasedbe Tarpach, od leta 2004 do 2010 vokalistka skupine žygimont VAZA, med letoma 2009 in 2010 pa skupine Hasta La Fillsta. Sodelovala je tudi z zasedbami B:N:, Neuro Dubel ZM99 in z Lavonom Volskim. 29. februarja 2008 je bila na proslavi "Rock Coronation 2007" v Minsku imenovana za rock princeso. Po odhodu iz skupine Hasta La Fillsta je bila pred začetkom solo kariere.
Kot vokalistka skupine Tarpach je na festivalu Rock-kola leta 2007 osvojila nagrado za najboljši vokal, skupina pa je osvojila veliko nagrado festivala.

## Bolezen in smrt
Volga Samusik je umrla točno mesec dni pred svojim 26. rojstnim dnem, 7. decembra 2010 zaradi dolgotrajne pljučnice. Preživela je tri resne operacije, po tretji, v noči s 6. na 7. december, pa si ni več opomogla.
Koncert v spomin Volge Samusik je decembra 2011 organizirala njena partnerka Zoja Sahončik iz skupine ZM99. V glasbenem večeru so se na odru minskega kluba Loft pojavili Aleksander Rakovec in zasedba IQ48, Anastazija Špakovska, Leonid Naruševič in zasedba Knjaz Miškin, Oleg Kamenka, Aleksander Pamirodau, Aleksander Kulinkovič in Jurij Naumov iz skupine Neuro Dubel ter še nekateri drugi izvajalci. Zbran denar je šel Volginim staršem za spomenik.

## Ocene
V poročilu koncerta iz leta 2008, na katerem je sodeloval tudi zasedba Tarpach, je koncertna kolumnistka portala LiveSound.by, Alena Sobolevska izpostavila koreografijo in vokalne sposobnosti "odlične glasbene novinarke (vokalistke)".
Oleg “О’К” Klimov, glavni urednik časopisa Muzikalnaja Gazeta, se je Volge spominjal kot odlične uslužbenke, ki je delala zanimive materiale in je sama ponujala ideje, po njegovem mnenju je bila najuspešnejša v zasedbi žygimont VAZA. Kitarist skupine Tarpach, Dimitrij Astapuk se je spominjal, da je bila Volga "kreativna oseba, sposobna številnih stvari". Ustanovitelj in producent dogodka "Rock Coronation" Jurij Cibin je o njej govoril kot "o fenomenu v beloruskem rocku". Lavon Volski jo je hvalil zaradi njene odgovornosti in profesionalnosti.

## Izbrana diskografija
- žygimont VAZA  — Distortion (2005)
- Lavon Volski  — Такого няма нідзе (2010)
- Hasta La Fillsta  — № 1 (2010)
- Tribute to Neuro Dubel (2011)

## Izbrana videografija
- žygimont VAZA  — Distortion
- Tarpach  — Я люблю людзей
- Tarpach  — Нечакана
- Lavon Volski  — Такого няма нідзе
- Neuro Dubel  — 20 лет в тумане